# Emiliano Alfaro
Emiliano Alfaro Toscano (ur. 28 kwietnia 1988 w Trienta y Tres) – urugwajski piłkarz grający na pozycji napastnika. Obecnie jest zawodnikiem włoskiego S.S. Lazio.
12 stycznia 2012 podpisał kontrakt z Lazio, które zapłaciło za niego 3 miliony euro. Wybrał numer 30 na koszulce, który nigdy wcześniej nie nosił żaden zawodnik.